# Гилиб Донєв
Гилиб Спасов Донєв (28 лютого 1967 , Софія ) — болгарський політик, прем'єр-міністр службового уряду Болгарії з 2 серпня 2022 до 6 червня 2023 року.

## Біографія
Народився 28 лютого 1967 року в Софії.
Закінчив 35-у російськомовну середню школу в Софії.
Здобув політичну освіту у Вищому військово-повітряному училищі ім. Георгія Бенковського у місті Дольня-Митрополія.
Закінчив магістратуру з фінансів в УНСС, а потім також і з права в Університеті в Русе.
Спеціалізувався з бізнесу та менеджменту в УНСС.
У 2001—2007 роках — директор антикризового управління з умов праці при Міністерстві праці та соціальної політики.
У 2005—2006 роках обіймав посаду головного секретаря Міністерства праці та соціальної політики.
У 2007—2009 роках був членом Наглядової ради Національного інституту праці та соціальних питань та виконавчим директором Виконавчої агенції «Головна інспекція праці». З 2008 року обійняв посаду головою Наглядової ради Національного інституту примирення та арбітражу. Наступного року його було призначено заступником голови Державного агентства «Державний резерв та запаси воєнного часу».
У 2014—2016 роках був заступником міністра праці та соціальної політики.
Після цього був заступником директора Управління «Адміністративно-інформаційна служба» та заступником директора Управління «Внутрішній аудит» Міноборони.
З 27 січня до 4 травня 2017 року виконував обов'язки міністра праці та соціальної політики.
З 12 травня по 13 грудня 2021 року — виконувач обов'язків міністра праці та соціальної політики та віцепрем'єр у службовому уряді Стефана Янева.
У другий президентський термін Румена Радева його було призначено секретарем із соціальної політики та охорони здоров'я терміном на два місяці, а з 30 березня 2022 року повторно призначено на посаду секретаря з демографії та соціальної політики.
З 2 серпня 2022 до 6 червня 2023 року — прем'єр-міністр службового уряду Республіки Болгарії.